# Ignaz Karl Figuly von Szep
Ignaz Karl Figuly von Szep (2. září 1807 Vídeň – 15. července 1875 Linec) byl rakouský právník a politik, v 2. polovině 19. století poslanec Říšské rady.

## Biografie
V letech 1823–1826 studoval na Vídeňské univerzitě historii a v letech 1826–1829 právo. Nastoupil jako auskultant na zemský soud v Linci. V roce 1833 získal oprávnění k výkonu soudcovské funkce. Od roku 1839 byl koncipientem v právní kanceláři Karla Wisera. Byl veřejně aktivní. Od roku 1843 se angažoval v Průmyslové a živnostenské jednotě pro Vnitřní Rakousy. V roce 1845 založil v Linci mužský pěvecký spolek. Během revolučního roku 1848 se stal pobočníkem velitele Národní gardy. Roku 1851 získal titul doktora práv. Od téhož roku byl tajemníkem linecké obchodní a živnostenské komory. Jím sestavované ročenky linecké komory si získaly svou uceleností a fundovaností pozornost i v zahraničí. Od roku 1861 působil jako samostatný dvorní a soudní advokát v Linci.
Byl aktivní i politicky. Roku 1861 byl zvolen na Hornorakouský zemský sněm za kurii obchodních a živnostenských komor. Usedl i do zemského výboru. Zemský sněm ho 23. února 1867 zvolil i do Říšské rady (tehdy ještě volené nepřímo) za kurii obchodních a živnostenských komor v Horních Rakousích. Zemský sněm ho do Říšské rady delegoval znovu v roce 1870 a 1871.
V zákonodárných sborech patřil k německým liberálům (tzv. Ústavní strana) a byl považován za právního experta. Na mandát v Říšské radě i zemském sněmu rezignoval kvůli nemoci. V roce 1874 se ještě stal členem výboru a náměstkem prezidenta hornorakouské advokátní komory.